# Atletismo nos Jogos Pan-Americanos de 1955 - 1500 m masculino
A prova dos 1500 m masculino nos Jogos Pan-Americanos de 1955 foi realizada na Cidade do México, México.

## Medalhistas
| Ouro                       | Prata                            | Bronze                        |
| Juan Miranda ARG Argentina | Wesley Santee USA Estados Unidos | Fred Dwyer USA Estados Unidos |

## Resultados
| Posição           | Nome            | Nacionalidade      | Tempo   | Notas |
| ----------------- | --------------- | ------------------ | ------- | ----- |
| Medalha de ouro   | Juan Miranda    | ARG Argentina      | 3:53.30 |       |
| Medalha de prata  | Wesley Santee   | USA Estados Unidos | 3:53.44 |       |
| Medalha de bronze | Fred Dwyer      | USA Estados Unidos | 3:56.04 |       |
| 4                 | Robert McMillen | USA Estados Unidos | 4:04.74 |       |
| 5                 | Guillermo Solá  | CHI Chile          | 4:06.67 |       |
| 6                 | Filemón Camacho | VEN Venezuela      | 4:08.0  |       |